# Aknashen
Aknashen es una localidad del raión de Echmiadzin, en la provincia de Armavir, Armenia, con una población censada en octubre de 2011 de 1569 habitantes. 
Se encuentra ubicada al este de la provincia, cerca del río Aras —el principal afluente del río Kurá— y a poca distancia al oeste de Ereván y al norte de la frontera con Turquía.